# Хыпар (издательство)
Издательский дом «Хыпа́р» (рус. Весть) — российское региональное государственное издательство, крупнейшее в мире издательство, выпускающее периодическую печатную продукцию на чувашском языке, среди которых — ежедневная газета на чувашском языке «Хыпар».
Издательство расположено в столице Чувашской Республики — Чебоксарах; имеет филиалы в двух районных центрах Чувашской Республики — в городе Мариинский Посад и селе Красноармейское.
Издательский дом «Хыпар» издаёт газеты, журналы, книги, брошюры, в том числе для слепых. На 2021 год издательством выпускались 7 газет и 2 журнала на чувашском языке общим тиражом более 50 тысяч экземпляров.

## История
Издательский дом «Хыпар» был основан в 1998 году на базе редакции старейшей чувашской газеты «Хыпар». С этого года газета «Хыпар» стала издаваться зарегистрированным 25 июня 1998 года Республиканским государственным унитарным предприятием «Издательский дом „Хыпар“». В 2010 году предприятие было переименовано в Автономное учреждение «Издательский дом „Хыпар“». 
В дальнейшем в издательстве «Хыпар» начали издаваться газеты «Çамрăксен хаçачĕ» (с 1998), «Чăваш хĕрарăмĕ» (с 1998), «Сывлăх» (с 1998), «Кил-çурт, хушма хуçалăх» (с 1999), «Вести Чувашии» (с 2013), «Тантăш» (с 2013), «Хресчен сасси» (с 2013), журналы «Капкăн» (с 2013), «Лик» (с 2013), «Самант» (с 2013), «Тăван Атăл» (с 2013), «Тетте» (с 2013), информационный бюллетень «Собрание законодательства Чувашской Республики» (с 2013). С 2002 года до 2004 года в издательстве выпускалась газета на татарском языке «Вакыт» (для татар, проживающих в Чувашской Республике).
В 2013 году к Издательскому дому «Хыпар» были присоединены Издательский дом «Атӑл-Волга» и Редакция газеты «Тантӑш». На 2014 год еженедельный общий тираж периодических изданий Издательского дома «Хыпар» составлял около 140 тысяч экземпляров. 
В 2018 году журнал «Тӑван Атӑл» стал победителем конкурса «Пять лучших этнических изданий России».
В 2020 году к издательству «Хыпар» были присоединены редакции газет «Ял пурнӑҫӗ» (рус. Сельская жизнь) Красноармейского района Чувашии и «Пирĕн сӑмах» (рус. Наше слово) Мариинско-Посадского района Чувашии.
Из выпускаемых издательством периодических изданий в декабре 2020 года со дня выхода 1 номера общественно-политической газеты «Çамрӑксен хаçачĕ» исполнилось 95 лет, 12 января 2021 года отметила свое 90-летие газета чувашских детей «Тантӑш», литературно-культурный журнал «Тӑван Атӑл» отпраздновал 90-летие в феврале 2021 года, газета «Хресчен сасси» – 30-летие в апреле 2021 года. В январе 2021 года исполнилось 115 лет со дня выхода первой чувашской газеты «Хыпар».
Сотрудники, работавшие или работающие в ИД «Хыпар» становились лауреатами Премии им. Н. В. Никольского, учрежденной правлением Союза журналистов Чувашской Республики. Лауреатами Премии им. Н.В. Никольского были: Алексей Леонтьев — за книгу «Килех, профессор» (Возвращение профессора) о творческом наследии, научно-педагогической и общественно-политической деятельности Н.В. Никольского (2003); Н. Г. Смирнова — за статьи и очерки в газете «Хыпар» о национальном возрождении чувашского народа (2006); Р. А. Власова — за серию публицистических материалов в газете «Хыпар» о представителях народов, проживающих в Чувашской Республике (2010).
На 2021 год газеты «Çамрăксен хаçачĕ», «Чăваш хĕрарăмĕ», журналы «Тăван Атăл», «Тетте» распространяются по всей России — их выписывают представители чувашских диаспор, проживающих за пределами Чувашской Республики.
В 2024 году к издательству была присоединена редакция газеты «Таван Ен» Чебоксарского муниципального округа.

## Продукция издательства

### Газеты
- ежедневная республиканская газета «Хыпар» (Весть);
- республиканская газета «Ҫамрӑксен хаҫачӗ» (Молодёжная газета);
- республиканская газета «Чӑваш хӗрарӑмӗ» (Чувашская женщина);
- республиканская газета «Хресчен сасси» (Голос крестьянина);
- детская республиканская газета «Тантӑш» (Ровесник);
- официальная республиканская газета «Вести Чувашии» (на русском языке);
- республиканская газета «Сывлăх» (Здоровье);
- республиканская газета «Кил-ҫурт, хушма хуҫалӑх» (Дом и приусадебное хозяйство);
- газета «Крим» (на русском языке);
- газета «Вакыт» (Время) (на татарском языке);
- муниципальная газета «Ял пурнӑҫӗ» (Сельская жизнь) Красноармейского муниципального округа Чувашской Республики;
- муниципальная газета «Пирĕн сӑмах» (Наше слово) Мариинско-Посадского района Чувашской Республики.
- муниципальная газета «Таван Ен» Чебоксарского муниципального округа (с 2024)

### Журналы
- журнал «Капкӑн» (Капкан);
- журнал «Тӑван Атӑл» (Родная Волга);
- журнал «Кил» (Дом);
- литературно-художественный и публицистический журнал «Лик» (на русском языке);
- журнал «Самант» (Миг);
- журнал «Тетте» (Игрушка);
- журнал «Собрание законодательства Чувашской Республики» (на русском языке).

### Книжные издания
- Леонтьев А. П., Егоров Н. И. Откуда мы? Куда идем? — Чебоксары: Издательство «Хыпар», 2012, 607 стр.

### Аудиогазета
С 2021 года организация размещает в Интернете аудиоверсии лучших журналистских материалов на чувашском языке, вышедших в выпускаемых печатных изданиях. Это направление деятельности получило название «Аудиохаҫат» (рус. Аудиогазета).

### Интернет-сайт
Издательство развивает чувашский национальный интернет-портал hypar.ru.

## Мероприятия
Раз в год ИД «Хыпар» проводит межрегиональной слёт юных корреспондентов, пишущих на чувашском языке, в рамках которого проходят мастер-классы с профессионалами по направлениям: периодические издания, Телеграм-канал, фотодело, дизайн газет, подготовка радио- и телепередач, секреты чувашской вышивки.

## Руководство
- Алексей Леонтьев — генеральный директор издательства с 1998 по 2014 год
- Татьяна Вашуркина — генеральный директор издательства с 2017 года